# Plymouth (Connecticut)
Plymouth – miasto w Stanach Zjednoczonych, w stanie Connecticut, w hrabstwie Litchfield.